# 몰로키야
몰로키야(이집트 아랍어: ملوخية, 표준 아랍어: مُلُوخِيَّة 물루키야[*])는 이집트 등지에서 채소로 먹는 장삭황마 잎을 일컫는 말이며, 장삭황마 잎을 주재료로 끓인 음식을 일컫는 말이기도 하다. 이집트의 국민 음식 가운데 하나로 여겨진다.

## 이름
아랍어 "مُلُوخِيَّة"의 이집트식 발음은 "몰로키야"이지만, 표준 아랍어 발음은 "물루키야"이다. "아욱"을 뜻하는 고대 그리스어 "몰로키온(μολόχιον)"을 어원으로 둔다.

## 만들기

### 레반트
마른 몰로키야 잎을 물에 불려 두었다가 물기를 짜 사용한다. 닭고기는 삶아 찢어 둔다. 냄비에 버터를 두르고 양파와 마늘, 고수 잎 등을 볶다가, 불려 둔 몰로키야 잎을 넣고 함께 볶는다. 닭고기 삶았던 육수를 부어 끓인 다음, 찢어둔 닭고기를 넣어 조금 더 끓여 낸다.

### 이집트
닭고기를 양파, 카다멈, 후추 등과 끓여 낸 육수에 토마토를 넣어 끓인 것을 밑국물로 쓴다. 몰로키야 잎을 잘게 다져 넣어 끓이다가, 버터에 다진 마늘과 깟씨가루를 볶은 것을 부어 낸다.

## 사진

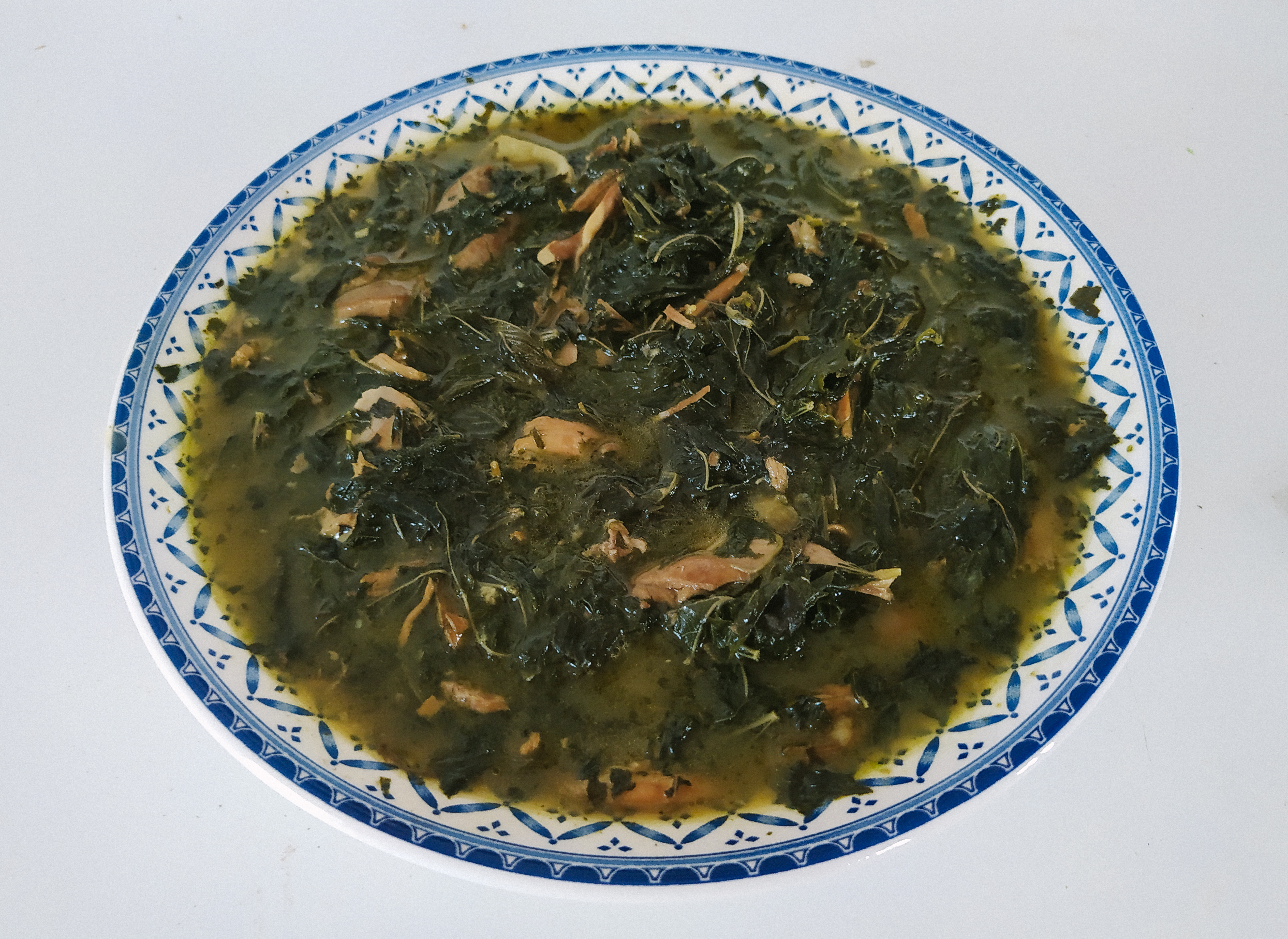
레반트식 물루키야
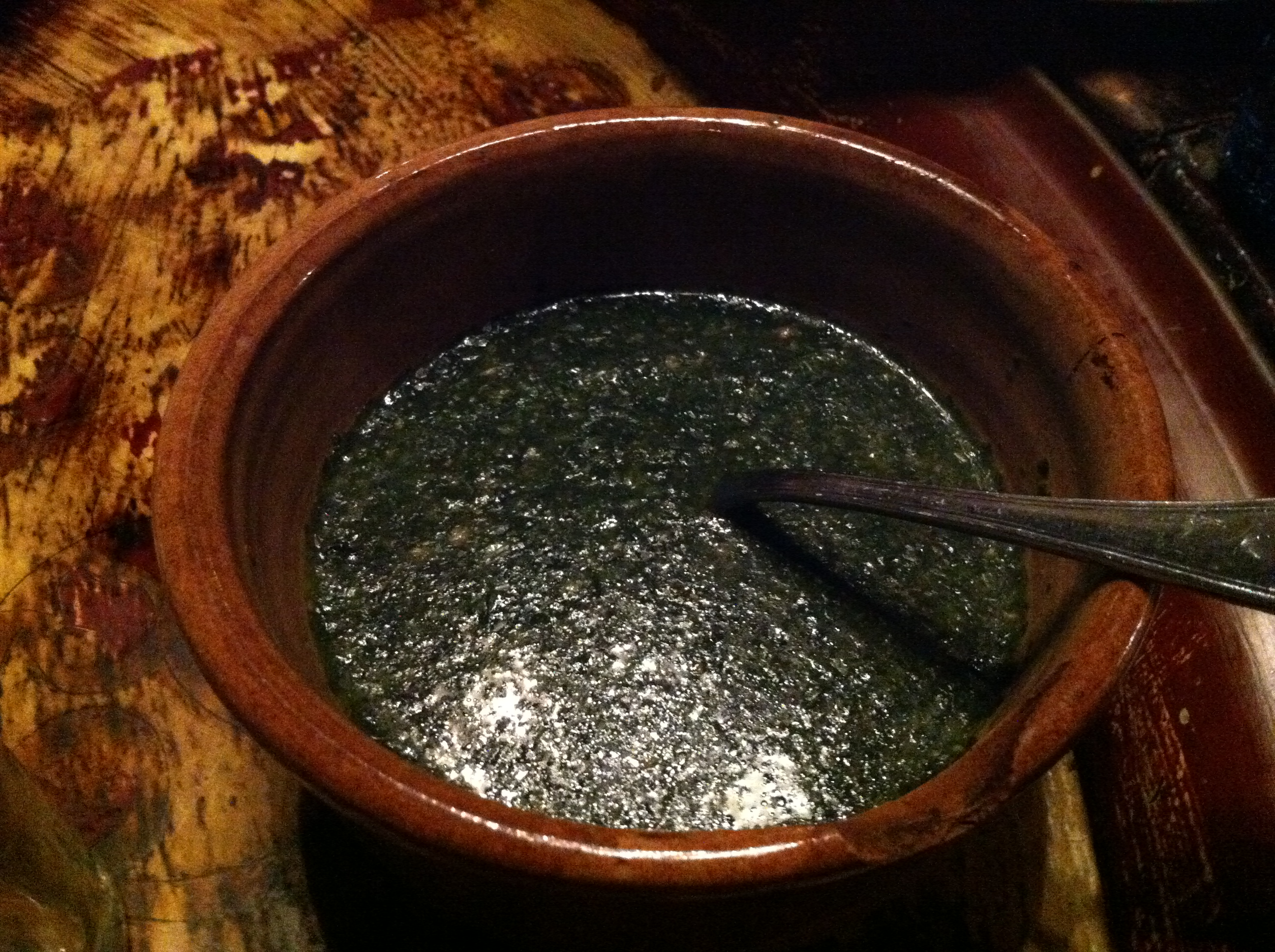
이집트식 몰로키야
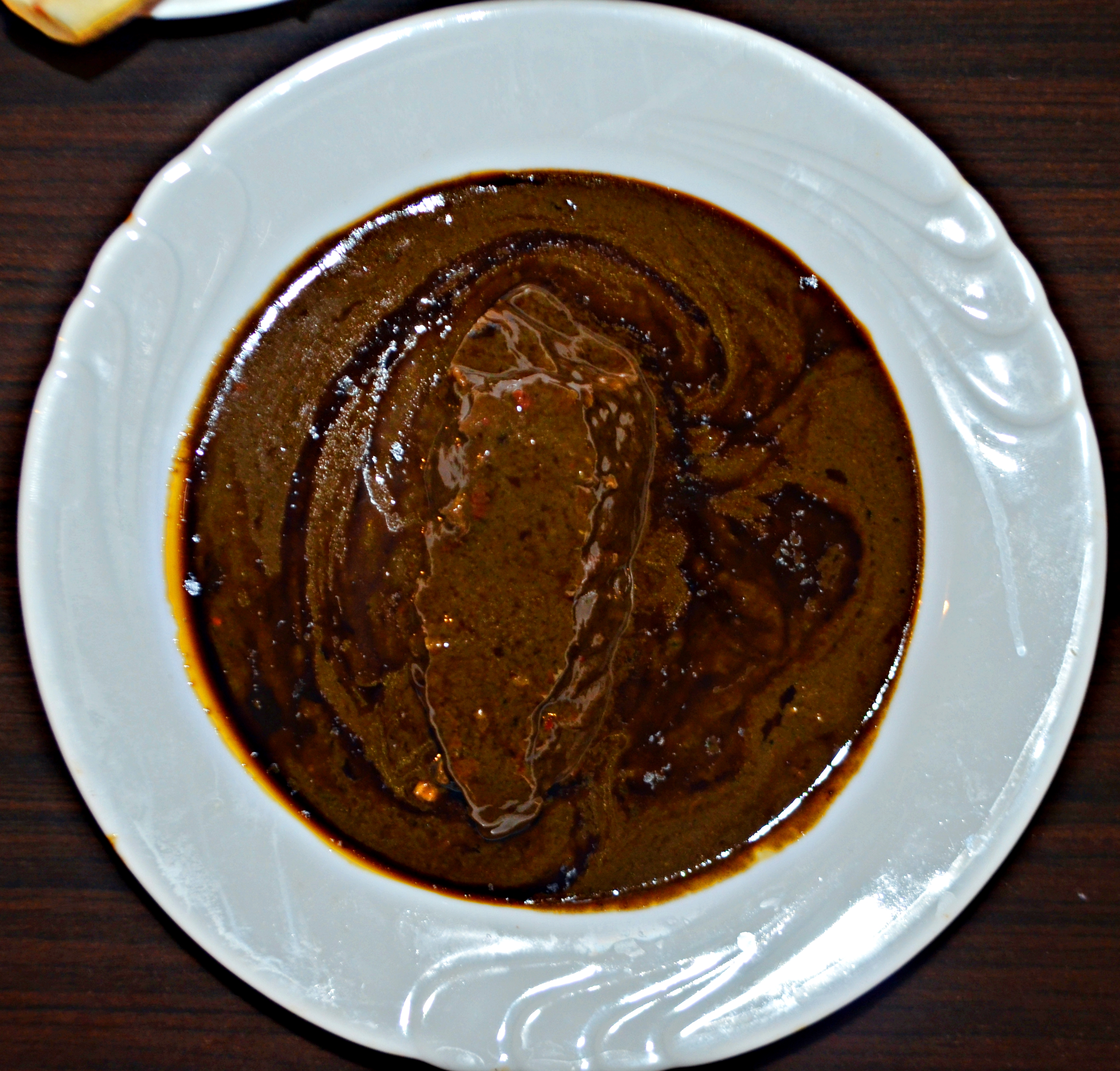
튀니지식 물루키야

## 같이 보기
- 마니소바
- 사그